# 박태양 (작가)
박태양은 대한민국의 텔레비전 드라마 작가이다. 

## 드라마
- 2022년 MBC 4부작 금토 미니시리즈 《팬레터를 보내주세요》 ... 집필